# Sobór morski św. Jerzego w Bałtyjsku
Sobór morski św. Jerzego – prawosławny sobór w Bałtyjsku. Katedra Floty Bałtyckiej oraz świątynia miejscowej parafii w dekanacie nadmorskim eparchii kaliningradzkiej Rosyjskiego Kościoła Prawosławnego.

## Położenie
Sobór znajduje się przy ulicy Kuzniecowa.

## Historia
Dawny kościół ewangelicko-reformowany. Wzniesiony w 1866 r. w stylu neogotyckim, przebudowany w 1934 r. Poważnie uszkodzony podczas walk w Piławie w kwietniu 1945 r. Po wojnie zdesakralizowany; w budynku urządzono klub marynarzy, a później magazyn wojskowy.
W początkach lat 90. XX w. obiekt przekazano prawosławnym, z przeznaczeniem na katedrę Floty Bałtyckiej. Uroczystej konsekracji dokonał 14 czerwca 1992 r. metropolita smoleński i kaliningradzki Cyryl. W 2001 r. w świątyni umieszczono relikwie admirała Fiodora Uszakowa, kanonizowanego przez Rosyjską Cerkiew Prawosławną.
Decyzją władz obwodu królewieckiego z 23 marca 2007 r., sobór morski w Bałtyjsku otrzymał status zabytku kulturowego o znaczeniu regionalnym.
7 maja 2010 r. przy wejściu do świątyni ustawiono kamień z tablicą upamiętniającą poległych na Bałtyku w czasie wielkiej wojny ojczyźnianej.

## Galeria

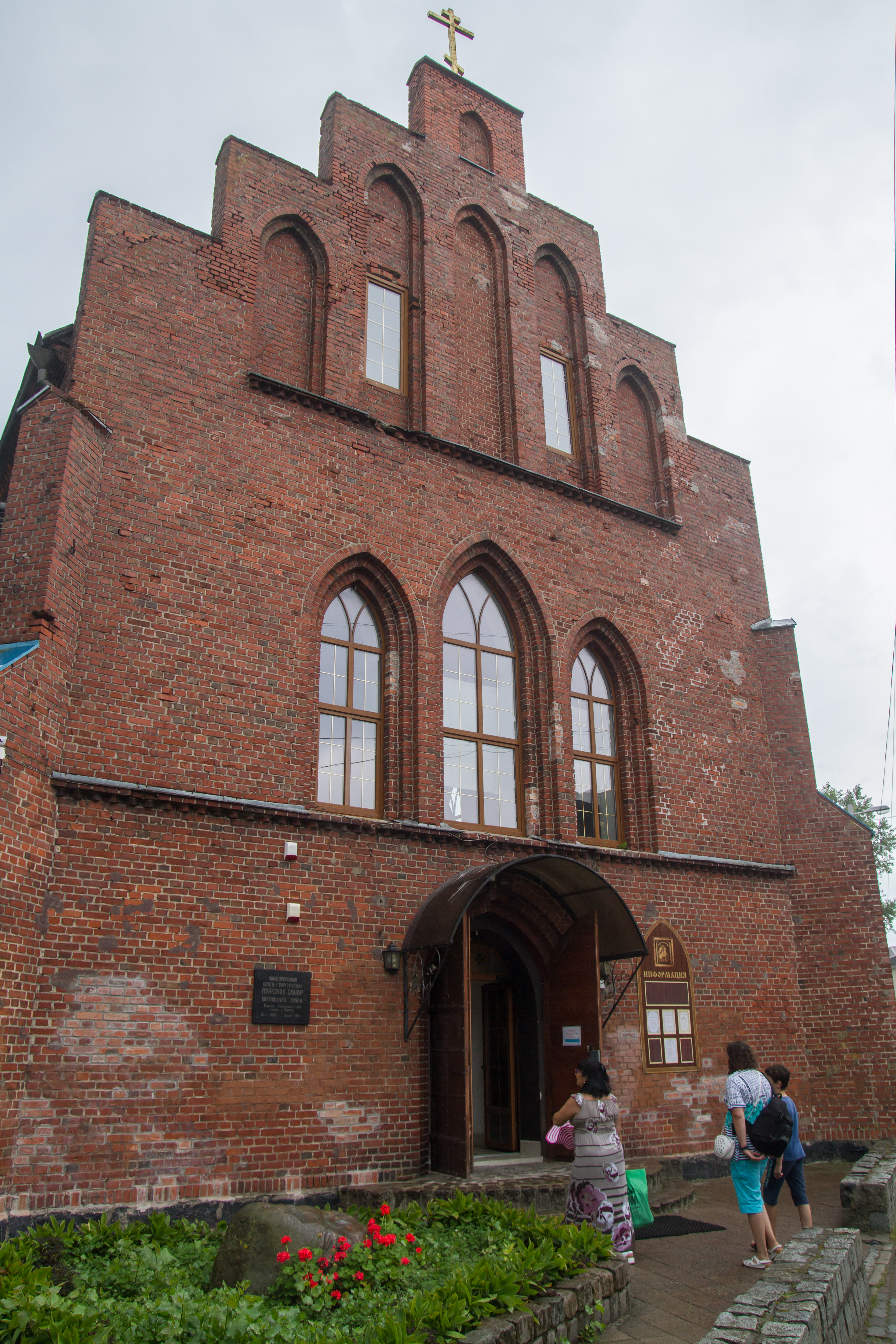
Sobór od frontu
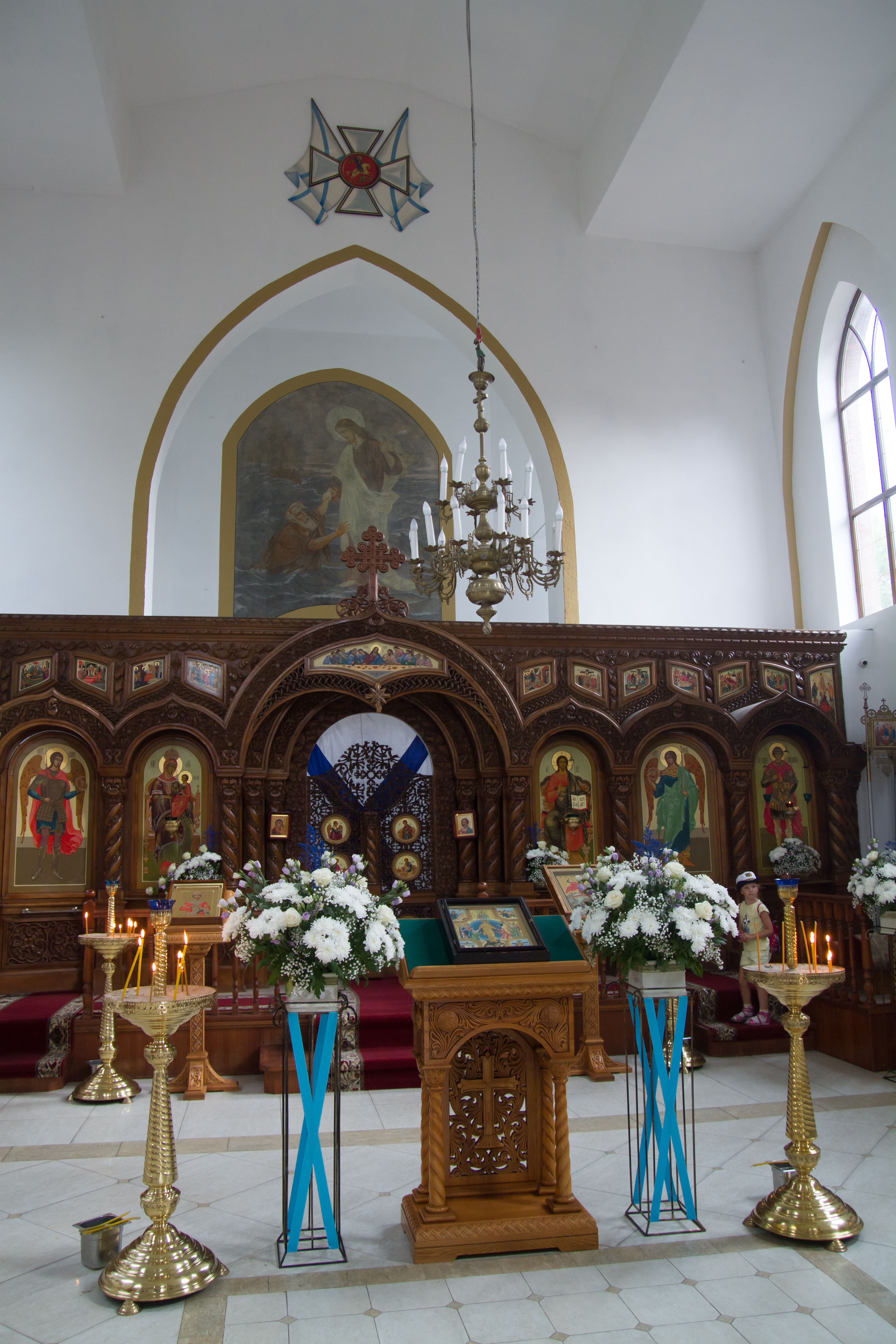
Fragment wnętrza z ikonostasem
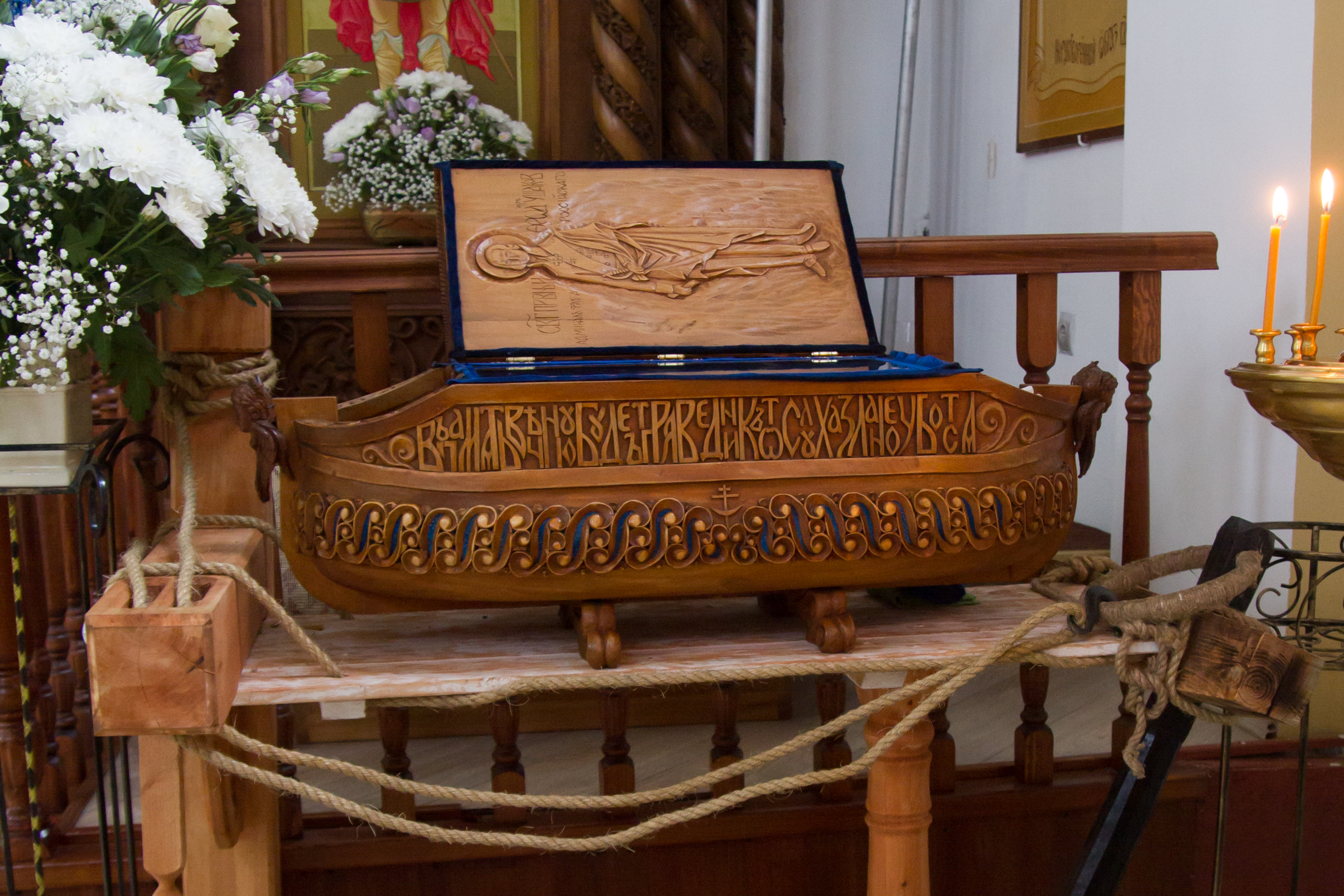
Raka z relikwiami św. Fiodora Uszakowa